# Звуковий сигнал (символ)
Символ «звуковий сигнал» — керувальний код, який спочатку надсилався для вмикання невеликого електромеханічного дзвінка на тикерному апараті та інших телепринтерах і телетайпах, щоб попередити операторів на іншому кінці лінії здебільшого про вхідне повідомлення. Хоча тикерні апарати вибивають коди дзвінка на своїх стрічках, принтери зазвичай не друкують цього символу в разі отримання коду. Код звукового сигналу зазвичай позначають міткою «BEL». Його використовують від 1870 року (вперше — в коді Бодо).
Щоб підтримувати зворотну сумісність, відеодисплейні термінали, які замінили телетайпи, а потім і комп'ютери, включали динаміки або зумери для виконання тієї ж функції. Сучасні емулятори терміналів часто інтегрують попередження в стільничне середовище (наприклад, термінал macOS відтворює звукове попередження системи), а також часто пропонують функцію беззвучного візуального дзвінка, який короткочасно блимає вікном терміналу.

## Подання
В ASCII символ «звуковий сигнал» має значення 7 і називається «BELL» або «BEL». Юнікод не дає імен керувальним символам, але надав йому псевдонім «ALERT» і абревіатуру «BEL». Іноді його вводять як ctrl+G і зображають як ^G (в каретній нотації). Unicode також включає символи для візуального подання символу: У 5-бітових кодах Бодо BEL подано числом 11 (0x0B) у режимі «цифри». В EBCDIC використано код 0x2F.
У мові програмування C (створена 1972 року) і в багатьох мовах, на які вона вплинула, наприклад Python, символ «звуковий сигнал» можна помістити в рядок або символьну константу за допомогою послідовності \a. 'a' означає «попередження» (англ. alert) або «чутний» (англ. audible) і обрано тому, що \b вже було використано для символу повернення.

## Використання

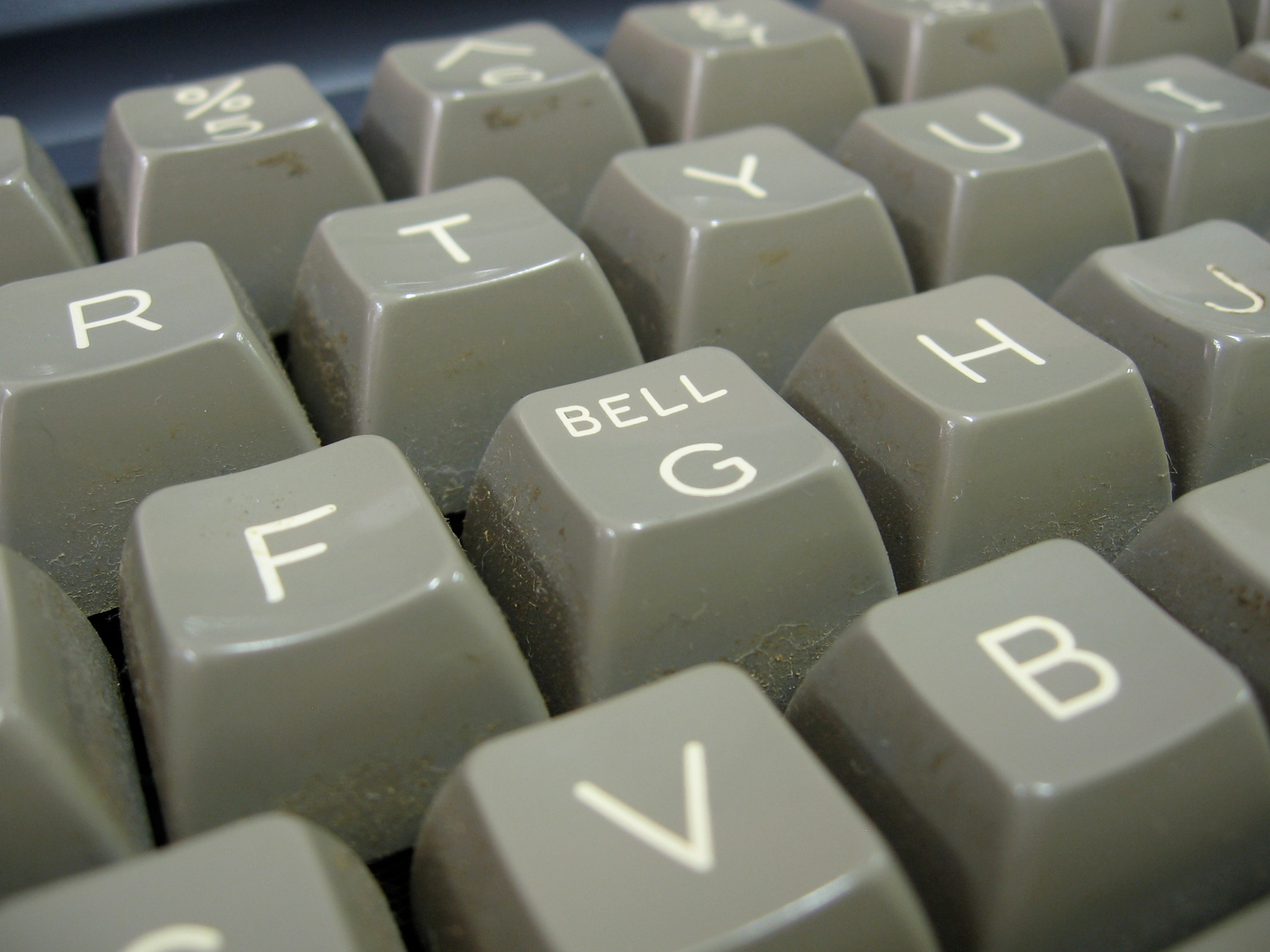
Клавіатура для Osborne 1

У Unix-подібних системах, в MS-DOS або Windows користувач може викликати еквівалент звукового сигналу, ввівши в командному рядку команду:
```
echo ^G
```

де ^G вводиться утриманням Ctrl і натисканням G. В Unix може знадобитися спочатку ввести Ctrl +V, щоб виокремити ^G.
У системах POSIX також можна використовувати
```
printf '\a',
```

а в оболонці Bash можна використовувати позначення ANSI-C:
Альтернативою є використання команди tput, яка, як частина бібліотеки ncurses, доступна в більшості операційних систем Unix/Linux:
```
tput bel
```

Програма може отримати той самий результат, надрукувавши символ BEL на терміналі.
У сучасних системах це може не створювати звуку; натомість може відбутися візуальна індикація, наприклад блимання екрана, або взагалі нічого.